# ニュルンベルク軍事裁判
『ニュルンベルク軍事裁判』(Nuremberg)は同名の小説を原作にした2000年のアメリカ・カナダ製作の海外ドラマである。前編後編各90分の計180分で構成され、ニュルンベルク裁判を題材にしている。エミー賞などテレビ映画部門で多数の賞を獲得している。

## 概要
ドラマゆえフィクション性が強く、脚色もされている。ユダヤ人の虐殺（ホロコースト）についてゲーリングが自分は関係ないと主張するシーンや（ただしこの部分はフィクションではなく実際にゲーリングは裁判でユダヤ人虐殺を否定しており事実とは認めていなかった。）、アメリカ軍の看守がゲーリングを尊敬するシーンなどがあったり、演じたブライアン・コックスが主人公であるジャクソン検事を超える印象を与えてしまったため、ゲーリングを英雄視しすぎたと一部から批判を受けた。ゲーリングを演じたブライアン・コックスはその演技を評価され、エミー賞の助演男優賞を受賞して、作品賞 (ミニシリーズ部門)にノミネートされた。事後法による裁判の正当性についての言及や、検事と判事が公判中に密会をしたりパーティーをするシーンなどで、裁判の正当性公平性についての問題提起もされている。
日本初放送は2004年、WOWOW。DVDは2009年に『ニュールンベルグ軍事裁判 ヒトラー第三帝国最後の審判』の邦題で発売された。

## あらすじ

### 前編
1945年5月、ナチス・ドイツが連合国に降伏し、ナチスの軍人達がアメリカ軍の基地に収容され始めた。その中、ハーケンクロイツの小旗を先頭につけた黒塗りの車が基地の前に停車し、その車から妻と娘を連れた帝国元帥のヘルマン・ゲーリングが現れる。ゲーリングはアメリカ空軍のカール・スパーツ大将に対して、投降するなら同じ空軍の同志に投降したかったと申し出、自分の短剣をスパーツ大将に渡し投降する。スパーツ大将は感激し、ゲーリングを厚遇し歓迎パーティーを開き、この模様が全世界に配信された。
トルーマン大統領の下でホワイトハウス法律顧問を勤めるローゼンマンは、最高裁判事ロバート・ジャクソンのオフィスを訪れ、ナチスドイツの戦犯を裁くアメリカ・イギリス・フランス・ソ連の四カ国による国際軍事裁判の検事となり、裁判を開く準備をするように依頼する。ローゼンマンは裁判のルールから被告人の選定や裁判所の場所など、全てジャクソンに任せるとトルーマンの意を伝え、第一次世界大戦後の戦犯裁判はあまりにもお粗末だったため、この国際軍事裁判を今後の国際政治の土台にしてくれと頼む。
ゲーリングは妻と娘とともにアメリカ軍基地でスパーツ将軍の保護下で暮らしていたが、アメリカ軍の収容施設に一人だけ移送されることとなり、妻や子に泣きつかれながら収容所へと移送された。同じ頃ポーランド総督のハンス・フランクはアメリカ軍に捕われ、兵士に「クラクフの虐殺者」と呼ばれながら集団リンチを受け、軍需大臣アルベルト・シュペーアはイギリス軍の将校を前に講演をしている最中に逮捕される。
ジャクソン一行は軍用機でアメリカからドイツへと向かい、その機内で軍事裁判の国際法下における正当性や、裁判の被告人の選定、裁判のルールなどを議論する。勝者の裁き、戦勝国の報復として裁判が後世に批判されるのではないかという意見もでるが、ジャクソンはナチス・ドイツを裁く正義の裁判と後世に語られるようにし、侵略戦争を犯罪として今後位置づけるための裁判にすると言う。
アメリカ軍の拘置所にはジャクソンが選定したナチスの幹部が次々と収監されてくる。拘置所の所長は「自分達は軍人として命令に従っただけだ」と主張するカイテル元帥の肩についた階級章を剥ぎ捨てて、「お前らは軍人ではなく戦犯だ」と言い放つ。その後ゲーリングも収監され、所長に対して自分は敗者だから裁かれると言い、所長は裁判に耐えられるようにダイエットをさせてやると言い返す。その中、自殺未遂をしたハンス・フランクが精神科医のグスタフ・ギルバート大尉により運ばれてくる。ジャクソンは被告に対する起訴状の作成を完成し、その起訴状を被告人全員に渡すがゲーリングを初め被告は反発する。
元ドイツ労働戦線指導者ロベルト・ライが拘置所内で自殺し、所長は自殺対策としてギルバート大尉に被告達の話し相手をするとともに、被告が話した情報を提供するように命令する。被告が拘置所内に一同で集まった時、ゲーリングは被告全員にそのカリスマ性を発揮し「自分は死刑を恐れない。自分の使命を全うするため闘う。」と裁判を共に闘うように訴え支持を得る。ハンス・フランクはポーランド国内で自分の命令による虐殺行為はしていないが「職を失いたくなかった」と命令に逆らえなかったことを後悔しているとギルバートに打ち明ける。
ジャクソンは裁判の法廷をニュルンベルクの裁判所に設置し、四カ国によるニュルンベルク裁判を開始する。ジャクソンは裁判の冒頭でナチス・ドイツの残虐な行為や国際法違反などを批判し、被告全員が裁かれるべきだと主張する。ダッハウ強制収容所のジクムント・ラッシャーによる人体実験の証言などが行われ、アウシュビッツ強制収容所から生還したフランス人女性による生々しい証言により法廷内がざわめき、証言後に女性がゲーリングを見つめながら退廷しゲーリングは険しい表情をする。ジャクソンはアメリカ軍が収容所を解放した際に撮影したフィルムを上映し、ユダヤ人の死体の山や収容所のやつれたユダヤ人の姿やガス室の映像が流され、法廷内や被告達が動揺をする。
フィルムを上映した夜、ジャクソンはなぜ文明人であるドイツ人があのような虐殺行為をしたのかと考え、ゲーリングは鉄格子越しに外を見つめながら、思いつめた表情でドイツの軍歌を歌い始める。

### 後編
被告人全員が食堂に集まっている時、落ち込んでいる被告達にゲーリングは「検察は過ちを認めさせようといろいろな手段を用いるが、自分は絶対に認めない。自分の命のために総統を裏切るようなことは絶対にしない」と演説し、被告達はゲーリングに喝采を送る。シュペーアはギルバートに「ゲーリングは他者を支配しようとしている。ハンス・フランクなどは罪を認めようとしているが、それをゲーリングが阻止をしている」と言い、それをやめさせるようにギルバートに訴える。
裁判ではついにゲーリングが証言台に立つ事になり、その演説のような証言で被告達から喝采をあびる。その光景を見たギルバートはジャクソンに、ゲーリングを他の被告から隔離して、食事などは自室でさせるようにと進言する。ゲーリングは自室でギルバートと話し、このような仕打ちを受けたのはシュペーアのせいだと言い、シュペーアは自分がナチであったのを恥じているのだと非難する。
ギルバートが、なぜ残虐行為をしたナチスやヒトラーを今も擁護しているのかと問うと、ゲーリングは「君はユダヤ人か？」と問い返し、ギルバートが「そうだ。」と言うとゲーリングはそれ以上何も言わなかった。ジャクソンはゲーリングへの尋問を始めるが、ゲーリングに上手くやり込められる。ゲーリングは勝利の余韻に浸るが、再開後ジャクソンは証拠や証言などをうまく使い、ゲーリングがユダヤ人の絶滅計画に関与していた事を追及する。他の被告の尋問も始まり、しだいに被告達は追い詰められていく。
元国家保安本部長官カルテンブルンナーの弁護側証人としてアウシュビッツ所長のルドルフ・ヘスが証人台に立ち、ジャクソンの反対尋問で「アイヒマンの助言によりチクロンBを使ったガス室で合計250万人のユダヤ人を殺した」と証言をし、法廷内がざわめく。ギルバートは250万人も殺して平気だったのかと質問するとヘスは「普通に生活をしていた。自分達SS隊員は命令に従う」と答える。ギルバートはゲーリングをユダヤ人虐殺について問い詰めるが、「ならば、日系人を強制収容所に入れたのは何故だ？広島と長崎の原爆投下は？黒人のアメリカ軍将校はいるのか？程度は違えど、アメリカも似たような人種差別をしている。ユダヤ人はヒトラーが政権を取る前からドイツを食い物にしてきた。我々がなぜユダヤ人を迫害したのかを理解できないのはお前がユダヤ人だからだ。」と反撃される。シュペーアは裁判で「自分はヒトラーを暗殺しようとした」と証言し、ゲーリングの怒りをかうが、ハンス・フランクなどの被告人は自分の過ちを認め始める。
裁判が終結し、ゲーリングやハンス・フランクなどの数人が死刑判決を受け、シュペーアは懲役20年を言い渡される。ゲーリングは死刑が銃殺刑ではなく絞首刑であることに落胆、その後、看守の目を盗んで青酸カリを飲み自殺する。死刑判決を受けた残りの戦犯も絞首刑に処された。こうして裁判は終結し、ジャクソン達はアメリカに帰国する。

## キャスト
- ロバート・ジャクソン：アレック・ボールドウィン
- ヘルマン・ゲーリング：ブライアン・コックス
- マクスウェル・ファイフ：クリストファー・プラマー
- サミュエル・ローゼンマン ：マックス・フォン・シドー
- ルドルフ・ヘース：コルム・フィオール
- バートン・アンドラス(拘置所長)：マイケル・アイアンサイド
- アウシュビッツのフランス人女性( マリー・クロード・ヴァイヨン・クチュリエ )：シャルロット・ゲンズブール
- グスタフ・ギルバート：マット・クレイヴン
- エルンスト・カルテンブルンナー：クリストファー・ハイアーダール
- アルベルト・シュペーア：ハーバート・ナップ
- ハンス・フランク：フランク・ムーア
- ヴィルヘルム・カイテル：フランク・フォンティン
- カール・デーニッツ：レイモンド・クルーティエ
- アルフレート・ヨードル：ビル・コーデイ
- フリッツ・ザウケル：ケン・クレイマー
- ユリウス・シュトライヒャー：サム・ストーン
- バルドゥール・フォン・シーラッハ：Douglas O'Keeffe
- ヨアヒム・フォン・リッベントロップ：Benoit Girard
- ヒャルマール・シャハト：James Bradford
- ヴィルヘルム・フリック：Frank Burns
- ヴァルター・フンク：Erwin Potitt
- ハンス・フリッチェ：Tom Rack
- ルドルフ・ヘス：Roc LaFortune
- フランツ・フォン・パーペン：Dennis St John
- コンスタンティン・フォン・ノイラート：Griffith Brewer
- エーリヒ・レーダー：Gabriel Gascon
- ロベルト・ライ：Julien Poulin
- アルフレート・ローゼンベルク：Alain Fournier
- アルトゥル・ザイス＝インクヴァルト：René Gagnon

　その他
- ジェフリー・ローレンス
- イオナ・ニキチェンコ
- フランシス・ビドル
- アンリ・ドヌデュー・ド・ヴァーブル

## 原作
ジョゼフ・E・パーシコ 『ニュルンベルク軍事裁判』(上・下) 白幡憲之 訳、原書房、1996年、2003年新装版 
上 ISBN 4-562-03652-4、下 ISBN 4-562-03653-2